# Ljubljansko-haaška konvencija
Ljubljansko-haaška konvencija, s polnim imenom Konvencija o mednarodnem sodelovanju pri preiskavah in pregonu genocida, hudodelstev zoper človečnost, vojnih hudodelstev in drugih mednarodnih hudodelstev, je mednarodna pogodba s področja mednarodnega kazenskega prava, ki državam podpisnicam omogoča mednarodno sodelovanje pri preiskavah in pregonu najhujših zločinov. Konvencija je bila sprejeta na 18. plenarnem zasedanju MLA diplomatske konference v Ljubljani, 26. maja 2023. Podprlo jo je 80 držav.
Šlo je za mednarodni projekt; prvotna pobuda za medsebojno pravno pomoč in izročitev je nastala po zasedanju strokovnjakov, ki so ga novembra 2011 v Haagu organizirale Nizozemska, Belgija in Slovenija. Pobudi so se nato  pridružili še Argentina, Mongolija in Senegal. Tako so priprave na dvotedensko diplomatsko konferenco, ki se je naposled zgodila maja 2023 v Ljubljani, potekale več kot dvanajst let v skupini šestih držav pobudnic.
Pred sprejetjem Ljubljansko-haaške konvencije ni bilo primerljivega mednarodnega sporazuma, ki bi urejal mednarodno sodelovanje pri pregonu mednarodnih hudodelstev. Države so se morale vsakič posebej dogovoriti glede načina sodelovanja, kar je zelo kompleksno in zamudno. Ljubljansko-haaška konvencija pa v 87 členih poleg preambule in končnih določb v sedmih poglavjih določa osrednje organe za sodelovanje, opredelitve in položaj žrtev, prič, strokovnjakov in drugih oseb, ureja mednarodno pravno pomoč in postopke izročitev, premestitev obsojenih oseb ter postopke reševanja sporov.